# Koffi C. Akakpo
 (mai 2024).
Koffi C. Akakpo est un administrateur universitaire togolais qui est le 19e président de l'université d'État du Kentucky depuis 2023. Il était auparavant président-directeur général du Bluegrass Community and Technical College. Akapo était le directeur adjoint du département des ressources naturelles de l'Ohio.

## Biographie
Akakpo a obtenu une maîtrise en sciences. en finance de gestion de l'Université de Lomé. Il a complété un M.B.A. à l'Université d'Ashland. Il a obtenu un doctorat. en administration de l'enseignement supérieur avec un accent sur le leadership des collèges communautaires de l'Université de Tolède,. Sa thèse de 2017 était intitulée Perceptions des administrateurs des collèges communautaires sur la politique de financement des performances de l'Ohio. David L. Meabon était son directeur de thèse.
Au North Central State College, Akakpo a occupé plusieurs postes, notamment celui de directeur des services aux étudiants, de directeur de l'exploitation et de vice-président des services commerciaux, administratifs et aux étudiants. Akakpo était le directeur adjoint du département des ressources naturelles de l'Ohio. Il a rejoint la Central State University en tant que directeur de la planification et de la gestion financières universitaires. Il a été président et directeur général du Bluegrass Community and Technical College pendant quatre ans. Le 1er juillet 2023, Akakpo est devenu le 19e président de la Kentucky State University,. Il a succédé au président par intérim Michael Dailey.